# Зэйджек, Трэвис
Трэвис Зэйджек (англ. Travis Zajac; 13 мая 1985, Виннипег, Манитоба) — бывший профессиональный канадский хоккеист, центральный нападающий.
На драфте НХЛ 2004 года был выбран в 1-м раунде под общим 20 номером командой «Нью-Джерси Девилз». В июле 2009 года подписал новое четырёхлетнее соглашение с клубом на сумму $15,5 млн, зимой 2013 продлил контракт ещё на 8 лет на $ 46 млн.
7 апреля 2021 года вместе с одноклубником Кайлом Палмьери был обменян в «Нью-Йорк Айлендерс». 20 сентября 2021 года объявил о завершении карьеры игрока, подписав однодневный контракт с «Нью-Джерси Девилз».

## Достижения
- Серебряный призёр чемпионата мира 2009 в составе сборной Канады.
- Провёл более 1000 матчей в НХЛ.

## Статистика
| Легенда | Легенда                    | Легенда | Легенда                   | Легенда | Легенда    |
| ------- | -------------------------- | ------- | ------------------------- | ------- | ---------- |
| И       | Количество проведённых игр | Штр     | Штрафное время            | +/−     | Плюс-минус |
| Г       | Голы                       | П       | Голевые передачи          | О       | Очки       |
| -       | Статистика неизвестна      | —       | Статистика не учитывалась |         |            |